# Пригоди Тома Бомбадила
«Пригоди Тома Бомбадила» (англ. The Adventures of Tom Bombadil), повна назва «Пригоди Тома Бомбадила та інші вірші з Червоної Книги» (англ. The Adventures of Tom Bombadil and Other Verses from the Red Book)  — збірка віршів англійського письменника Джона Р. Р. Толкіна, вперше видана у 1962 році. Книга містить 16 віршів присвячених казковим істотам та подіям. Три вірші (5, 7 і 10) є також у «Володарі перснів». Тому Бомбадилу, персонажу відомому з «Братства Персня», присвячені лише два вірші (1 і 2). Авторство деяких віршів приписується гобітам із Середзем'я Більбо Торбину та Семвайзу Ґемджі, що записали їх на окремих аркушах паперу чи на сторінках Червоної Книги.
Вперше українською мовою (у перекладі Олени О'Лір) «Пригоди Тома Бомбадила» вийшли друком 2009 року в книжці «Сказання з небезпечного королівства» (Львів, «Астролябія»).

## Сюжет
Вірші про Тома Бомбадила змальовують його зустріч на прогулянці з різними лісовими істотами, які здаються не зовсім дружніми, проте він їх всіх заколисує. Так йому трапляється молода донька Річки Золотинка, яка скидає його до води, а потім дістає його капелюх, Вербочоловік, який хапає сонного Тома, і родина борсуків, що беруть Бомбадила у полон. Вдома на нього нападає Могильних Дух, відомий за «Братством Персня». Наступного дня Том одружується на Золотинці, а на весіллі гуляє разом з борсуками. Восени Том відпливає на човні до Ширу. Дорогою він зустрічає (не зовсім дружніх) рибалочку, на перо якої він змінив лебедине перо в капелюсі, видру, лебедя і гобітів на березі, які насміхаються з нього. На ніч він зупиняється у свого знайомого гобіта Чудара і його родини, а вранці зникає. Усі тварини, яких він зустрів відвозять його човен назад, проте забувають весла на кордоні Ширу.

## Зміст
1. Пригоди Тома Бомбадила (англ. The Adventures of Tom Bombadil)
2. Бомбадил пливе човном (англ. Bombadil Goes Boating)
3. Лицарські пригоди (англ. Errantry)
4. Принцеса Сяя (англ. Princess Mee)
5. Місячанин спати запізно ліг (англ. The Man in the Moon Stayed Up Too Late)
6. З небес Місячанин спустився зарано (англ. The Man in the Moon Came Down Too Soon)
7. Кам'яний Троль (англ. The Stone Troll)
8. Перрі-Калачик (англ. Perry-the-Winkle)
9. Нявкуни (англ. The Mewlips)
10. Оліфант (англ. Oliphaunt)
11. Фастітокалон (англ. Fastitocalon)
12. Кіт (англ. Cat)
13. Наречена-тінь (англ. Shadow-bride)
14. Скарб (англ. The Hoard)
15. Морський дзвін (англ. The Sea-bell)
16. Останній човен (англ. The Last Ship)

## Український переклад
- Толкін Дж. Р. Р. Сказання з Небезпечного Королівства / Переклад з англійської: Катерина Оніщук і Олена О'Лір. — Львів: Астролябія, 2009. — 402 с. ISBN 978-966-8657-41-2
  - Пригоди Тома Бомбадила (з 165 с. по 240 с.) (Переклала Олена О'Лір)[1]
- Толкін Дж. Р. Р. Сказання з Небезпечного Королівства / Переклад з англійської: Катерина Оніщук і Олена О'Лір. — 2-ге, доопрацьоване видання. — Львів: Астролябія, 2016. — 384 с. ISBN 978-617-664-084-4
  - Пригоди Тома Бомбадила (з 179 с. по 242 с.) (Переклала Олена О'Лір)[К 1][2]